# جانجخار بوينسوم
جانجخار بوينسوم (بالدزونكا: གངས་དཀར་སྤུན་གསུམ་)، هو أعلى جبل في بوتان ومرشح قوي لأعلى جبل غير مُتسلق في العالم بارتفاع 7,570 متر (24,836 قدم) وبروز 2,995 متر (9,826 قدم). ويعني اسمها «الذروة البيضاء للإخوة الروحانيين الثلاثة».
يقع على حدود التبت (أيضاً، انظر أسفل لمعرفة الخلافات حول موقعه الدقيق). بعد أن تم فتح بوتان لتسلق الجبال في عام 1983، كانت هناك أربع بعثات نتجت عن محاولات فاشلة في تسلق القمة في عامي 1985 و 1986. في عام 1999، نجحت بعثة يابانية في تسلق ليانكانغ كانغري، 7,535 متر (24,721 قدم) وهي قمة فرعية (ولا تُعتبر جبلًا مستقلًا)، وهي مفصولة عن القمة الرئيسية بمقدار 2 كيلومتر (1.2 ميل) سلسلة طويلة من التلال تمتد إلى الشمال الغربي.

## التاريخ

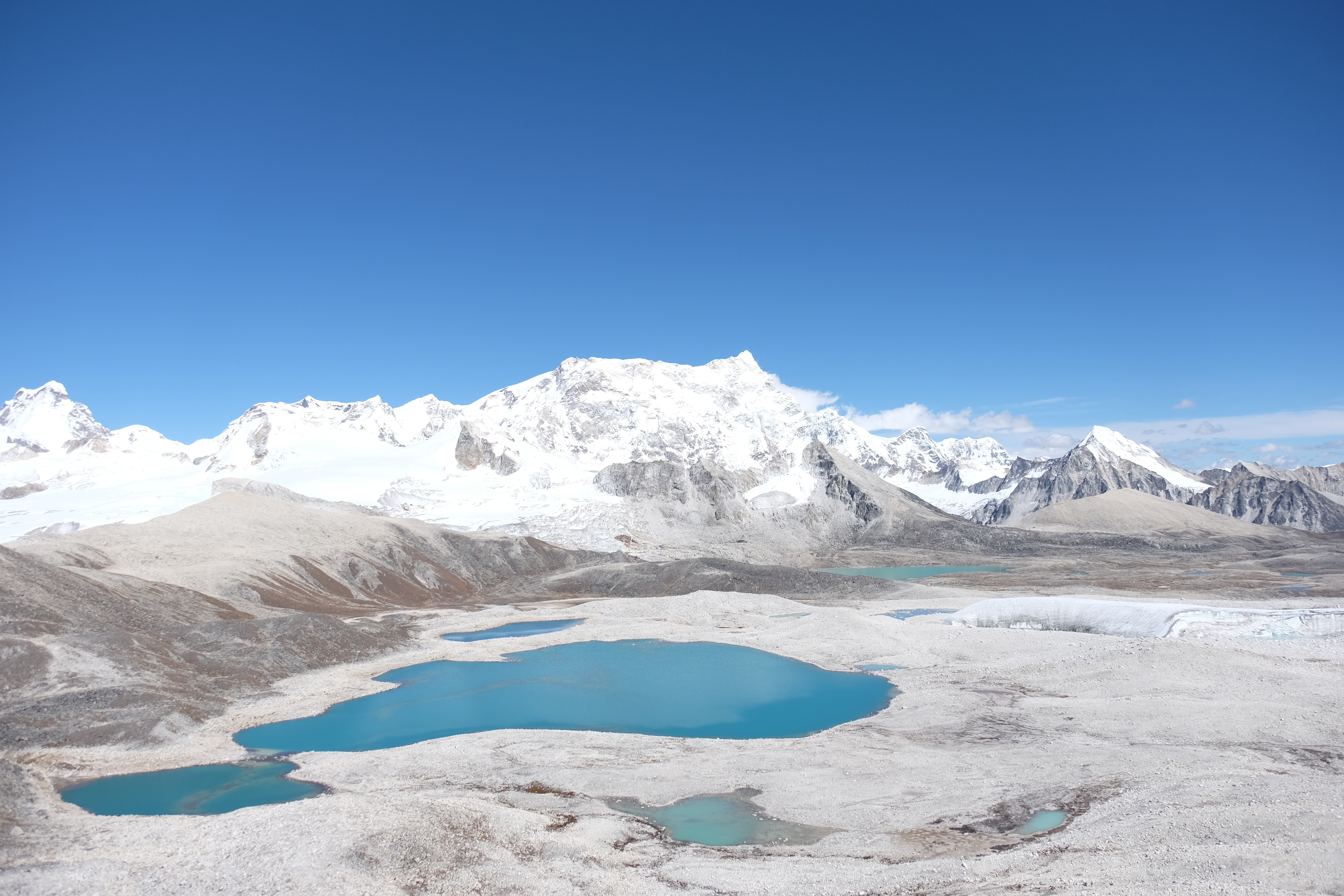
الجبل المرئي من ممر جوفو لا

تم قياس ارتفاع جانجخار بوينسوم لأول مرة في عام 1922، ولكن حتى السنوات الأخيرة، لم تكن خرائط المنطقة دقيقة ابدا وقد عرض الجبل في مواقع مختلفة وبارتفاعات مختلفة بشكل واضح. في الواقع، بسبب عدم ملائمة رسم الخرائط، لم يتمكن الفريق الأول الذي حاول الوصول للقمة من العثور على الجبل على الإطلاق.
يوضح كتاب البعثة البريطانية لعام 1986 أن ارتفاع الجبل يبلغ 24,770 قدم (7,550 م) وينص على أن جانجخار بوينسوم يقع بالكامل داخل بوتان، بينما تقع المنطقة القريبة كولا كانغري تمامًا داخل التبت. كولا كانغري، 7,554مترًا، ويعتبر جبل منفصل 30 كيلومترا باتجاه الشمال الشرقي والذي تم تسلقه لأول مرة في عام 1986. وقد رسمت خرائط مختلفة ووصفت بأنها في التبت أو بوتان.
في عام 1994، مٌنع تسلق الجبال التي يزيد ارتفاعها عن 6000 متر في بوتان احترامًا للمعتقدات الروحية المحلية، وفي عام 2003 مٌنع تسلق الجبال بالكامل قد تحتفظ جانجخار بوينسوم بمكانتها الفريدة لبعض الوقت: وهي أعلى قمم غير متسلقة في العالم من المحتمل أن تكون قمم فرعية، ولاتعتبر جبال منفصلة.
في عام 1998، حصلت بعثة يابانية على إذن من جمعية تسلق الجبال الصينية لتسلق الجبل، ولكن بسبب مشكلة سياسية مع بوتان تم سحب الإذن. في حين أن، في عام 1999، انطلق الفريق من التبت وتسلق بنجاح قمة فرعية بطول 7.535 مترًا ليانكانغ كانغري (تُعرف أيضًا باسم جانجخار بوينسوم الشمالي). على عكس معظم الخرائط، يوضح تقرير البعثة أن هذه القمة تقع في التبت وتظهر حدود التبت وبوتان وهي تعتبر قمة جبل جانجخار بوينسوم، التي توصف بأنها «أعلى قمة في بوتان»، على ارتفاع 7570 مترًا. وقد حصل هذا الارتفاع على تأييد من قبل المصادر اليابانية، بناءً على مصادر صينية. لم يتم مسحها من قبل بوتان.